# Pierre Jubinville
Pierre Jubinville CSSp (* 5. August 1960 in Ottawa, Kanada) ist Bischof von San Pedro.

## Leben
Pierre Jubinville trat der Ordensgemeinschaft der Spiritaner bei und legte im Januar 1988 die ewige Profess ab. Er empfing am 17. September 1988 durch den Bischof von Gatineau-Hull, Roger Ébacher, das Sakrament der Priesterweihe.
Am 6. November 2013 ernannte ihn Papst Franziskus zum Bischof von San Pedro. Der Militärbischof von Paraguay, Adalberto Martínez Flores, spendete ihm am 21. Dezember desselben die Bischofsweihe; Mitkonsekratoren waren der emeritierte Bischof von Alto Paraná, Oscar Páez Garcete, und der Bischof von Caacupé, Catalino Claudio Giménez Medina.